# 이지호 (2006년생 배우)
이지호(2006년 3월 30일~)는 대한민국의 배우이자 모델이다. 2012년 10월 5일에 《현대해상》이라는 CF 광고 작품으로써 키즈 모델로 처음 데뷔를 했다.
7세 때였던 2012년 10월 5일(金, 만6세 시절)에, 《현대해상》이라는 첫 CF 광고 작품을 통하여 키즈 모델로 처음 데뷔를 하였고, 어언 2년 후 2014년 1월 13일(月, 만7세 시절)에, 영화 《4등》의 단역(정지우 역)을 통하여 영화 배우(아역)로 데뷔를 하였으며, 또다시 그로부터 2년 훗날 2016년 11월 14일(月, 만10세 시절)에, 네이버 TV 시트콤 《마음의 소리》의 단역(어린 김종국 1 역)을 통하여 웹 드라마 작품에 첫 출연하였다.

## 학력
- 서울삼각산초등학교 (졸업)
- 삼각산중학교 (졸업)
- 서일문화예술고등학교 뮤지컬연기학과 (졸업)

## 출연 작품

### 연기 활동

#### 영화
- 2014년 《4등》[4] ... 정지우 역(단역)
- 2018년 《영시》[5] ... 어린 송시형[6] 역(단역)
- 2019년 《배심원들》 ... 백광림 역(단역)
- 2019년 《어멍》 ... 천정수[7] 역(단역)
- 2020년 《기쁜 우리 여름날》[8] ... 어린 차창민[9] 역(단역)
- 2021년 《어른들은 몰라요》 ... 정병재[10] 역(단역)
- 2022년 《다음 소희》 ... 임지호[11] 역(단역)
- 2022년 《올빼미》 ... 김익경[12][13] 역(단역)

#### TV 시리즈
- 2016년 네이버 TV 시트콤 《마음의 소리》 ... 어린 김종국 1[14] 역
- 2018년 MBN 수목 드라마 《설렘주의보》 ... 어린 안정석[15] 역

### 이외 단발적 연기 활동

#### CF 광고
- 2012년 《현대해상》[16]
- 2013년 《오뚜기》
- 2017년 《현대해상》[17]